# 구사쓰시
구사츠시(일본어: 草津市)는 일본 시가현 남부에 있는 시이다. 오쓰시에 이은 현내 제2의 도시이다.
시는 대부분 크고 새로운 아파트 단지로 이루어져 있으며, 비와호의 경치를 볼 수 있고 교토, 오사카 및 다른 긴키 지방 중심지로의 통근이 쉽기 때문에 많은 사람들이 살고 있다. 이와 같은 이유 때문에 많은 호텔들이 구사쓰에 위치한다. 구사쓰는 교토에서 도카이도 본선(비와코선)을 통해 도달할 수 있다.

## 지리
에도 시대에는 도카이도와 나카센도가 접하는 역참 마을(구사쓰슈쿠)로 번창했다. 또 현대에는 JR 도카이도 본선, 구사쓰선, 국도 1호선, 국도 8호선, 메이신 고속도로, 신메이신 고속도로 등 일본을 동서로 연결하는 교통망이 지나 근세부터 현대에 걸쳐 교통의 요충지가 되고 있다.

## 역사
- 오다 노부나가는 무로마치 쇼군 아시카가 요시아키가 제시한 관령 또는 부장군의 자리를 사퇴하고 대신에 사카이, 오쓰, 구사쓰 지배권의 승인을 요구했다. 당시 구사쓰는 도카이도, 나카센도 및 호상 교통을 묶는 교통의 요충지로, 무역항인 사카이나 교토의 외항 역할을 하는 오쓰와 함께 중시되었다.
- 에도 시대 - 도카이도와 나카센도의 역참 마을(구사쓰슈쿠)로 발전했다.
- 1954년 10월 15일 - 구사쓰정을 포함한 구리타군의 1정 5촌이 합병하면서 시로 승격해 구사쓰시가 되었다.
- 1956년 9월 1일 - 구리타군 릿토정(현 릿토시)의 일부를 편입해 현재의 시역이 되었다.

## 교통

### 철도
- 서일본 여객철도
  - 도카이도 본선(비와코선)
    - (← 오쓰시 세타역) - 미나미쿠사쓰역 - 구사쓰역 - (릿토시 릿토역 →)

  - 구사쓰선
    - 구사쓰역 - (릿토시 데하라역 →)

### 도로
- 메이신 고속도로
- 신메이신 고속도로
- 국도 1호선

## 인구
| 연도  | 인구    | ±%     |
| ----- | ------- | ------ |
| 1920  | 21,990  | —      |
| 1930  | 24,190  | +10.0% |
| 1940  | 26,483  | +9.5%  |
| 1950  | 32,755  | +23.7% |
| 1960  | 35,022  | +6.9%  |
| 1970  | 46,409  | +32.5% |
| 1980  | 77,012  | +65.9% |
| 1990  | 94,767  | +23.1% |
| 2000  | 115,455 | +21.8% |
| 2010  | 130,874 | +13.4% |
| 2015  | 137,327 | +4.9%  |
| 출처: |         |        |